# Gen Shoji
Gen Shoji (昌子 源, Shoji Gen, Kobe, 11 december 1992) is een Japans voetbalspeler die als verdediger speelt voor Toulouse. In 2015 debuteerde hij in het Japans voetbalelftal, waarmee hij deelnam aan het WK 2018.

## Carrièrestatistieken

### Club
Vanaf 17 maart 2016
| Club            | Seizoen | League | League | Emperor's Cup | Emperor's Cup | J. League Cup | J. League Cup | Continentaal | Continentaal | Andere1 | Andere1 | Totaal | Totaal |
| Club            | Seizoen | Apps   | Goals  | Apps          | Goals         | Apps          | Goals         | Apps         | Goals        | Apps    | Goals   | Apps   | Goals  |
| --------------- | ------- | ------ | ------ | ------------- | ------------- | ------------- | ------------- | ------------ | ------------ | ------- | ------- | ------ | ------ |
| Kashima Antlers | 2011    | 0      | 0      | 2             | 0             | 0             | 0             | 0            | 0            | -       | -       | 2      | 0      |
| Kashima Antlers | 2012    | 9      | 0      | 4             | 1             | 5             | 0             | -            | -            | -       | -       | 18     | 1      |
| Kashima Antlers | 2013    | 4      | 0      | 0             | 0             | 1             | 0             | -            | -            | 0       | 0       | 5      | 0      |
| Kashima Antlers | 2014    | 34     | 2      | 0             | 0             | 6             | 0             | -            | -            | 0       | 0       | 40     | 2      |
| Kashima Antlers | 2015    | 29     | 3      | 0             | 0             | 4             | 0             | 5            | 0            | 0       | 0       | 38     | 3      |
| Kashima Antlers | 2016    | 3      | 0      | 0             | 0             | 0             | 0             | 0            | 0            | 0       | 0       | 3      | 0      |
| Kashima Antlers | Totaal  | 79     | 5      | 6             | 1             | 16            | 0             | 5            | 0            | 0       | 0       | 106    | 6      |

### Interlands
| Japans voetbalelftal | Japans voetbalelftal | Japans voetbalelftal |
| Jaar                 | Wed.                 | Dlp.                 |
| -------------------- | -------------------- | -------------------- |
| 2015                 | 1                    | 0                    |
| 2016                 | 1                    | 0                    |
| 2017                 | 8                    | 1                    |
| 2018                 | 5                    | 0                    |
| 2019                 | 3                    | 0                    |
| Totaal               | 18                   | 1                    |